# Black Rain
Black rain (Pluja negra) és una pel·lícula estatunidenca dirigida el 1989 per Ridley Scott, amb Michael Douglas i Andy García. Aquesta pel·lícula ha estat doblada al català. El mateix any el director japonès Shōhei Imamura va dirigir amb el mateix títol la pel·lícula 黒い雨 Kuroi ame, basada en una novel·la de Masuji Ibuse i amb un argument diferent.

## Argument
Nick Conklin és un policia endurit, rebel i solitari. En un restaurant freqüentat per la màfia novaiorquesa, Nick i el seu company, Charlie, es fixen en un vell japonès en conversa animada amb mafiosos. De sobte, un yakuza irromp a la sala i degolla el vell. Nick i Charlie es llancen a la seva persecució i aconsegueixen capturar-lo. L'home, Sato, és de seguida extradit a petició de l'ambaixada japonesa i és a contracor que Nick i Charlie accepten escortar-lo fins a Osaka. Però Sato aconsegueix escapar-se gràcies a còmplices disfressats de policies japonesos, vinguts a acollir-los a penes l'avió ha aterrat. Ja havent estat diverses vegades acusat de corrupció, Nick està acusat d'haver deixat fugir Sato. Els dos oficials decideixen llavors trobar-lo.

## Repartiment
- Michael Douglas: Nick Conklin
- Andy Garcia: Charlie Vincent
- Ken Takakura: Masahiro Matsumoto
- Kate Capshaw: Joyce
- Yusaku Matsuda: Koji Sato
- Tomisaburo Wakayama: Kunio Sugai
- Shigeru Kôyama: Ohashi
- John Spencer: Oliver
- Guts Ishimatsu: Katayama
- Yuya Uchida: Nashida
- Miyuki Ono: Miyuki
- Luis Guzmán: Frankie